# 巴尔尼 (瓦兹省)
巴尔尼（法語：Bargny，法語發音：[baʁɲi]）是法国瓦兹省的一个市镇，属于桑利斯区。

## 地理
巴尔尼（49°10'42"N, 2°57'22"E）面积7.54 平方千米，位于法国上法蘭西大區瓦兹省，该省份为法国北部内陆省份，北起索姆省，西接厄尔省和滨海塞纳省，南至塞纳-马恩省和瓦兹河谷省，东临埃纳省。
与巴尔尼接壤的市镇（或旧市镇、城区）包括：夸约勒、昂蒂伊、屈韦尔尼翁、莱维尼昂、奥尔穆瓦勒达维安。

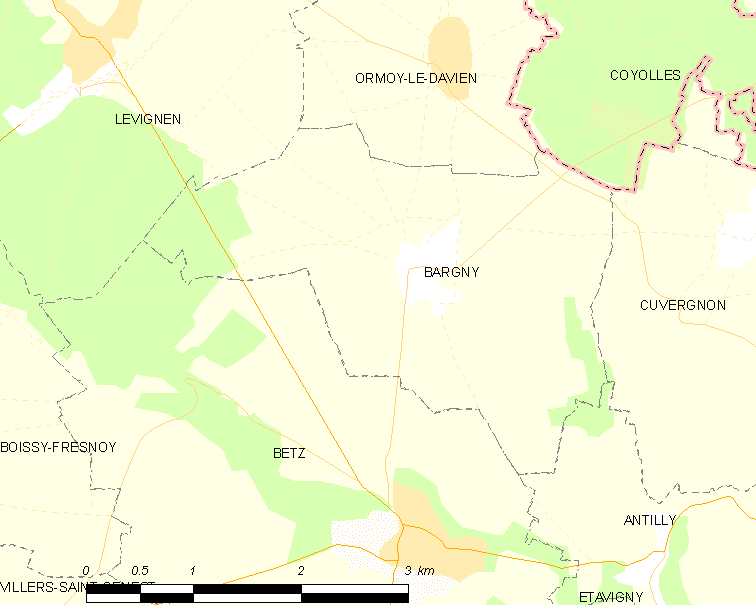
的OSM定位图

巴尔尼的时区为UTC+01:00、UTC+02:00（夏令时）。

## 行政
巴尔尼的邮政编码为60620，INSEE市镇编码为60046。

## 政治
巴尔尼所属的省级选区为楠特伊勒欧杜安县。

## 人口

1962-2008年间人口变化图示

巴尔尼于2022年1月1日时的人口数量为330人。